# Esquadra 751
A Esquadra 751 "Pumas" MHTE • MOSD é uma Esquadra da Força Aérea Portuguesa (FAP). Está integrada no Grupo Operacional 61 e colocada na Base Aérea Nº6 (BA6), onde opera o helicóptero Agusta Westland EH-101 Merlin..                                                                                 O lema da Esquadra 751 é "Para Que Outros Vivam". Contava, a 04 de fevereiro de 2023, com mais de 5000 vidas salvas.

## História

### 1978-2005
Foi criada a 28 de abril de 1978, tendo a seu cargo 4 aeronaves SA-330 Puma. Na altura da sua criação, tinha como missão Primária a Busca e Salvamento e como missões Secundárias o Transporte Aéreo Geral e o Transporte Aéreo Tático. Os SA-330 Puma atribuídos tinham sido utilizados na Guerra do Ultramar e, após o período de descolonização, foram alvo de várias alterações. Estas alterações serviram para os adaptar para a execução de missões de Busca e Salvamento nas áreas de responsabilidade de Busca e Salvamento atribuídas a Portugal. Para a execução das missões, tinha em permanência uma tripulação de cinco homens e um helicóptero SA-330 Puma em alerta permanente na BA6. Na década de 90, passa a contar com um destacamento, o Destacamento Aéreo da Madeira, a operar a partir do Aeroporto do Porto Santo, também ele com uma tripulação e um helicóptero de alerta permanente. Com a reestruturação ocorrida na FAP em 1997, ao nível das Bases Aéreas, passou a ser responsável, também, pela manutenção dos meios que opera.

### 2005-Presente
Em 2005, passou a contar com o helicóptero AgustaWestland EH-101 Merlin, que veio substituir o SA-330 Puma. A 11 de fevereiro de 2005, chegam a Portugal os primeiros EH-101 Merlin. Após um período de conversão de tripulações, o EH-101 Merlin iniciou a sua atividade operacional na Base Aérea Nº6 a 3 de fevereiro de 2006 e em Porto Santo a 22 de fevereiro do mesmo ano. Esta mudança de aeronave permitiu à Esquadra 751 ficar dotada de tecnologia de última geração e aumentar a sua capacidade de operação, nomeadamente duplicando o raio de ação, que passou a ser de 400 milhas náuticas. Após a introdução do EH-101 Merlin, houve uma reestruturação do dispositivo SAR (Search and Rescue - Busca e Salvamento) nacional. A Esquadra 751, que já tinha, 24 horas por dia, 365 dias por ano, uma tripulação e uma aeronave de alerta permanente na Base Aérea Nº6, uma tripulação e respetiva aeronave no Aérodromo de Manobra Nº3 (AM3) do Porto Santo, passou a ter também a seu cargo duas tripulações com dois helicópteros na Base Aérea Nº4 (BA4), Ilha Terceira, Açores. A ativação deste destacamento ocorreu a 30 de novembro de 2005. Em julho de 2010, a frota EH-101 atingiu as 10 000 horas de voo.
Com o desenrolar da atividade operacional, contou com diversos marcos alcançados, atingindo, em janeiro de 2014, a marca das 3000 vidas salvas, ao resgatar um indivíduo do navio "Flex Endem", que navegava a 76 milhas náuticas do Montijo. Esta missão foi realizada em condições meteorológicas adversas, em particular pela ondulação elevada que se fazia sentir.
Mais recentemente, a 11 de fevereiro de 2015, celebraram-se os 10 anos de operação com o helicóptero EH-101. Com a chegada desta frota em 2005, após um ano de treinos, qualificações e testes com o novo helicóptero, a Esquadra 751 estava pronta para iniciar a operação com EH-101. A primeira missão real onde o EH-101 foi empregue sucedeu a 10 de fevereiro de 2006, tendo a tripulação de alerta na BA6 participado numa missão de Busca e Salvamento na zona da Ericeira.
Desde a sua criação, executou mais de 56 800 horas de voo, 21 500 das quais com a aeronave EH-101.

## A Esquadra 751 no dispositivo de Busca e Salvamento em Portugal
O SAR surgiu da necessidade de os Estados providenciarem um serviço de busca e salvamento, tanto marítimo como aeronáutico, a todos aqueles que dele necessitarem na sua área de responsabilidade. A Busca e Salvamento é de elevada importância porque cria um ambiente mais seguro para a indústria aeronáutica e marítima, comércio, turismo e lazer e, assim, proporciona o desenvolvimento das indústrias e consequente desenvolvimento económico.
Portugal, sendo historicamente um país de grande tradição marítima, tem uma longa tradição na prestação destes serviços. A SRR (Search Rescue Region - Área de Busca e Salvamento), atribuída a Portugal, é a segunda maior do Mundo, sendo apenas ultrapassada pela área de responsabilidade canadiana, e é coincidente com as Flight Information Region (FIR- Região de informação de voo) de Lisboa e Santa Maria, representando mais de cinco milhões de quilómetros quadrados. Estas FIR tiveram um incremento de 400% no tráfego aéreo nos últimos 20 anos. Em Portugal, a Busca e Salvamento é tanto responsabilidade civil como militar, estando dividida por 3 entidades: a Força Aérea Portuguesa, a Marinha Portuguesa e a Autoridade Nacional de Proteção Civil (ANPC), todas em permanente coordenação.
A estrutura militar de controlo operacional SAR portuguesa é composta pelos seguintes elementos:
- 2 RCC (Rescue Coordination Center): Lisboa e Lajes
- 2 MRCC (Maritime Rescue Coordination Center): Lisboa e Ponta Delgada
- 1 MRSC (Maritime Rescue Sub Center): Funchal

É neste âmbito, e na organização e prestação de serviços da SAR portuguesa, que a Esquadra 751 "Pumas" está incluída, contribuindo para o dispositivo nacional com uma aeronave EH-101 Merlin na Base Aérea Nº6, uma no Aeródromo de Manobra Nº 3 em Porto Santo e duas na Base Aérea Nº 4, nas Lajes (Praia da Vitória), Açores. A Força Aérea fornece igualmente um elevado número de outros meios que prestam serviços de Busca e Salvamento, no qual se incluem aeronaves P-3 Orion, C-130, C-295, Falcon 50 e Alouette III. A capacidade fornecida pelo EH-101 é de enorme importância, sendo atualmente possível efetuar missões de salvamento/evacuação à distância de 400 milhas náuticas a partir da zona de descolagem. Não obstante a vasta área de responsabilidade nacional, tem igualmente sido chamada por entidades estrangeiras para auxiliar no resgate de vários náufragos nas suas áreas de responsabilidade, nomeadamente nas áreas de Espanha e Marrocos.

## Missões Atribuídas
A Esquadra 751 tem a seu cargo a seguinte missão:
- Executar operações de apoio tático e de busca e salvamento

O desempenho desta missão incorpora os seguintes elementos de missão:
- Operações de busca e salvamento e de evacuação sanitária;
- Mobilidade e assalto;
- Transporte tático e geral;
- Reconhecimento e apoio;
- Operações de vigilância e fiscalização marítima;
- Extração de combatente em âmbito CSAR (busca e salvamento em combate).

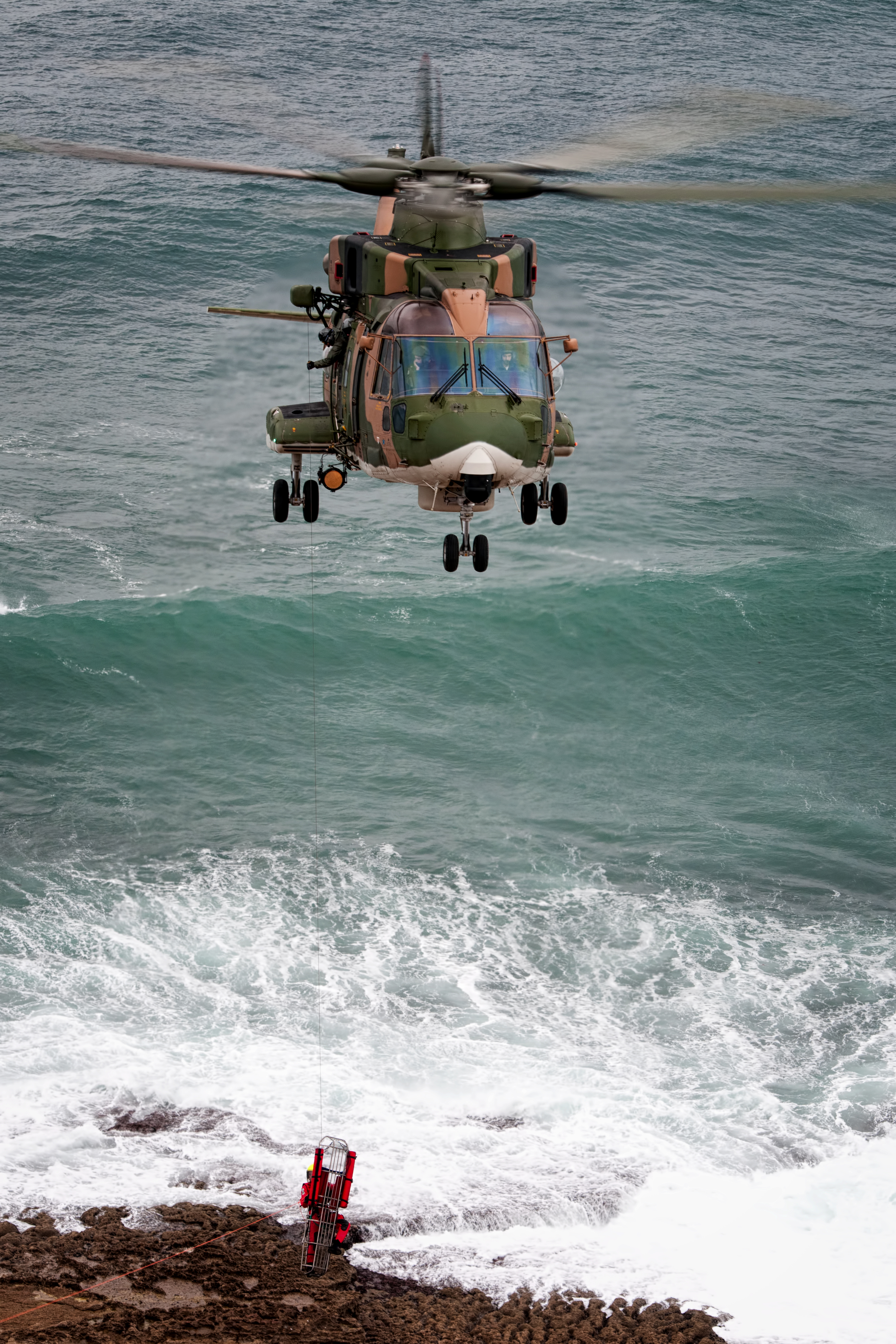
Fotografia de Lloyd Horgan, retirada durante um treino de Busca e Salvamento junto à costa portuguesa.

## Tripulação SAR
A tripulação de alerta SAR de cada EH-101 Merlin da Esquadra 751 é composta por:
- Piloto-Comandante (PC) - Dirigir, executar e planear acções diretamente relacionadas com o voo, seja a sua execução ou planeamento. Como comandante da aeronave, é o responsável máximo pelas tomadas de decisão que diretamente irão influenciar o desenrolar da missão.
- Co-Piloto (CP/P) -  Substituir o Piloto Comandante sempre que necessário. Assistir o Piloto Comandante na gestão da missão. Dirigir, executar e planear ações diretamente relacionadas com o voo, seja a sua execução, planeamento, gestão de sistemas e comunicações.
- Operador de Sistemas (OPS) - Desempenhar a função de operador de guincho, observador e prestar apoio às equipas médicas e aos passageiros. Responsável pela coordenação de todos os aspetos relacionados com a cabine. Responsável pela execução de atividades de manutenção de primeiro escalão.
- Recuperador Salvador (RS) - É o elemento mais exposto de toda a tripulação, tem por missão a recolha do náufrago/evacuado seja do mar, embarcação ou terra. Prestar apoio às equipas médicas e aos passageiros sob coordenação do Operador de Sistemas.
- Enfermeiro Aeronáutico (EA) ou Flight Nurse - É o elemento da tripulação diretamente responsável pela prestação de cuidados de saúde durante o voo. A sua atuação, passa pelo respeito pela legis artis, cumprindo deveres éticos e princípios deontológicos nos cuidados emergentes e urgentes às vitimas de patologia médica ou traumatológica, nas missões de busca e salvamento ou resgate (SAR) ou nas missões de evacuação aeromédica (MEDEVAC), utilizando todos os recursos na recuperação e estabilização da vitima.

## Missões Marcantes

### SA-330 Puma

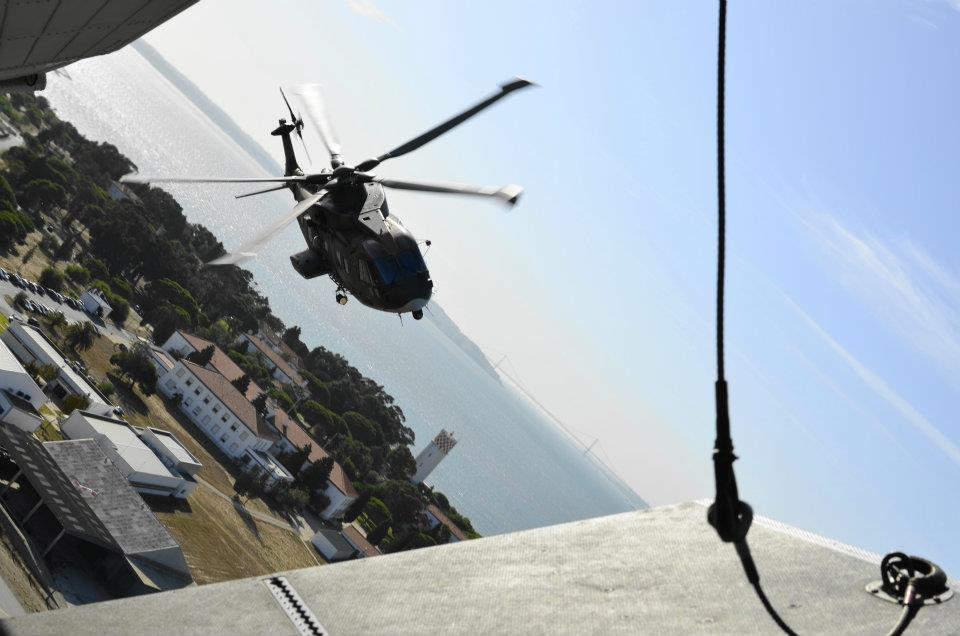
Um EH-101 Merlin da Esquadra 751 "PUMAS" efectua "break formation" sob a base aérea nº 6, Montijo, durante um voo de treino. Fotografia: Ricardo Nunes

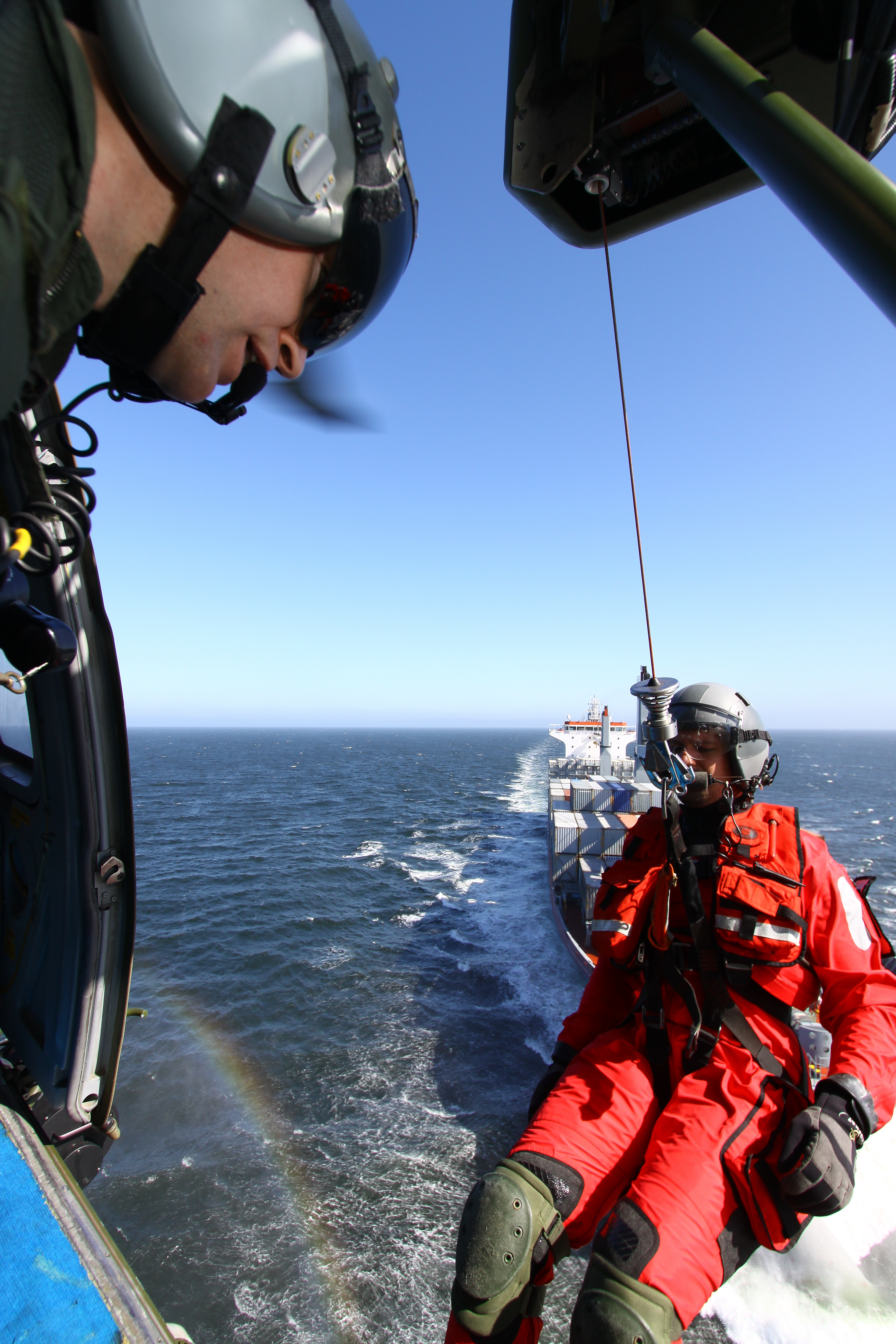
Fotografia de Menso Van Westrhenen, retirada durante um treino de Busca e Salvamento com um navio de marinha mercante.

Das missões executadas, destacam-se a colocação de uma antena de grandes dimensões para a Rádio Renascença (265 metros) na povoação de Muge, a eletrificação da aldeia de S. Romão, na Serra da Estrela em 1983, a colocação de equipamentos de ar condicionado no topo de edifícios, como as Torres das Amoreiras, assim como diversas missões de apoio em situações de calamidade, como foram as cheias do rio Tejo, em 1979 e 1983, tendo sido efetuadas 163 missões, totalizando 255 horas de voo, que se traduziram na evacuação de 1386 pessoas e 11.244 kg de carga transportados. Inclui-se também neste âmbito a missão de colocação da cúpula de cobertura do farol do Bugio, em 1981. Destaca-se igualmente o apoio ao maior acidente ferroviário existente em Portugal - o desastre ferroviário de Moimenta-Alcafache - em 11 de setembro de 1985, no qual efetuou vários voos entre o local do acidente, Viseu, Porto e Hospital de Santa Maria (Lisboa), totalizando 9 horas e 15 minutos de missão. No âmbito da Busca e Salvamento, a recuperação de 15 pessoas por ocasião do naufrágio do navio "Angel del Mar" e também uma operação que envolveu o resgate de 17 náufragos do navio "Bolman III", em 10 de janeiro de 1994. Nesta missão, o primeiro SA-330 PUMA foi responsável pelo resgate de 14 náufragos, tendo coordenado a saída da segunda aeronave do Montijo, que, ao chegar ao local, executou as restantes 3 recuperações. A 21 de dezembro de 1992, dois helicópteros participaram no transporte, para hospitais de Lisboa, de 10 das vítimas do acidente do voo Martinair MP495, ocorrido no Aeroporto Internacional de Faro. Na noite de Natal do ano 2000, um SA-330 PUMA efectuou o resgate de 22 náufragos do navio "Coral Bulker", ao largo de Viana do Castelo, tendo sido esta missão aquela em que mais náufragos foram resgatados de uma só vez. No que diz respeito ao transporte de altas entidades, destaca-se o transporte de Sua Santidade o Papa João Paulo II em duas das três deslocações que fez a Portugal.

### EH-101 Merlin

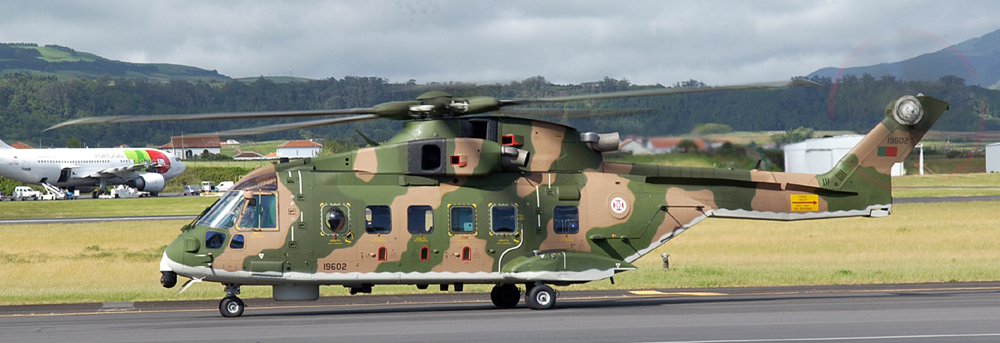
Merlin nas cores da Força Aérea Portuguesa

Em 2010, efetuou o transporte de Sua Santidade o Papa Bento XVI na sua primeira visita ao nosso país.
Foi, por diversas vezes, requerida para auxiliar em operações de Busca e Salvamento nos países vizinhos - casos de Espanha e Marrocos. De tal facto é exemplo a participação no resgate dos náufragos do navio "MV KEA" ao largo da Galiza, Espanha, em março de 2010, missão pela qual a tripulação foi agraciada com o prémio "Ancla de Plata", prémio que distingue personalidades na área do SAR e combate à poluição, atribuído pela Rádio Nacional de Espanha e pela Sociedade Espanhola de Salvamento Marítimo (SASEMAR).
Em dezembro de 2011, os 6 tripulantes do pesqueiro "Virgem do Sameiro" (incidente com elevada cobertura mediática) foram resgatados por uma aeronave EH-101 Merlin da Esquadra 751, a norte da Figueira da Foz.. A 3 de fevereiro de 2013, uma tripulação destacada na Base Aérea Nº4 (Lajes) resgatou um velejador solitário a 700 km das Lajes durante a noite. Javier Sanso encontrava-se na balsa salva-vidas desde que o seu veleiro terá naufragado e encontrava-se no oceano sem assistência. Em outubro de 2014, durante uma tempestade, dois velejadores finlandeses necessitavam de ser resgatados. O mastro do veleiro "Chilom" terá partido e os dois náufragos encontravam-se à deriva. Numa missão em condições meteorológicas muito adversas, foi possível resgatar os dois em segurança. No decorrer de um exercício de Busca e Salvamento, foi ativada uma tripulação para resgatar 4 passageiros do veleiro "S/V Kolibri", que se encontrava danificado. Este resgate tornou-se a missão mais longa e com maior distância coberta de que há registo na Força Aérea Portuguesa. No dia 29 de fevereiro de 2016, resgatou 10 náufragos do pesqueiro "Ilhas do Mar" ao largo do arquipélago da Madeira.

## Aeronaves
- SA-330 Puma (1978-2006)
- EH-101 Merlin (2006-Presente)

O EH-101 MERLIN é um helicóptero de transporte médio, trimotor, com trem de aterragem triciclo, semirretrátil, com rodas duplas em cada unidade e rotor principal de 5 pás.
A FAP adquiriu 12 EH-101 em três variantes distintas para três tipos de missões diferentes. A frota consiste em 6 de variante SAR (Busca e Salvamento), 2 de variante SIFICAP (Sistema de Fiscalização das Pescas) e 4 de variante CSAR (Busca e Salvamento em Combate). Possui flutuadores de emergência, 2 barcos internos de 14 pessoas, 1 guincho primário e um guincho secundário, NITESUN e FLIR. É equipado com um radar de busca da Galileo, com capacidade de identificar e monitorizar 32 alvos de superfície em simultâneo. Todas as aeronaves têm a capacidade para operarem em ambiente NVG. A variante CSAR está equipada com "Defensive Aids Suite" (DAS), que consiste num sistema integrado de autoproteção electrónica, formado pelos seguintes subsistemas: um "Radar Warning Receiver" (RWR), um "Missile Warning System" (MWS) e um "Counter Measures Dispensing System" (CMDS). Todos os helicópteros possuem a capacidade para reabastecimento "Hovering In Flight Refueling" (HIRF) e todos possuem igualmente provisões para o eventual uso de "Air to Air Refueling" (AAR) (tendo sido adquiridas 4 sondas para equipar os modelos CSAR).

## Prémios e condecorações
De entre diversas condecorações, louvores, referências e prémios atribuídos à Esquadra 751 "Pumas", destacam-se os seguintes:
- Louvor por parte do General COFA (Comando Operacional da Força Aérea), 27 de abril de 1994;
- Medalha de Serviços Distintos Grau Ouro, concedida pelo Presidente Mário Soares (19 de setembro de 1995);
- Louvor presidencial concedido pelo Presidente Jorge Sampaio (7 de março de 2006);
- Diploma de Mérito "IFFR Safety Award", atribuído pelo Aero Club de Portugal e pela International Fellowship of Flying Rotarians às Esquadras 751 e 752, em reconhecimento pelos feitos realizados em acções de Busca e Salvamento, em fevereiro de 2007[33];
- Louvor por parte do Chefe do Estado-Maior da Força Aérea, General Luís Araújo (2 de dezembro de 2009);
- Prémio "Ancla de Plata 2010" concedido pela Rádio Nacional Espanhola e pela SASEMAR - Sociedad de Salvamento y Seguridad Marítima (Instituição responsável pela busca e salvamento em Espanha) pelo resgate de 5 tripulantes do navio "MV KEA" ao largo da Galiza, em março de 2010[34];Prémio atribuído pela Helicopter Association International.

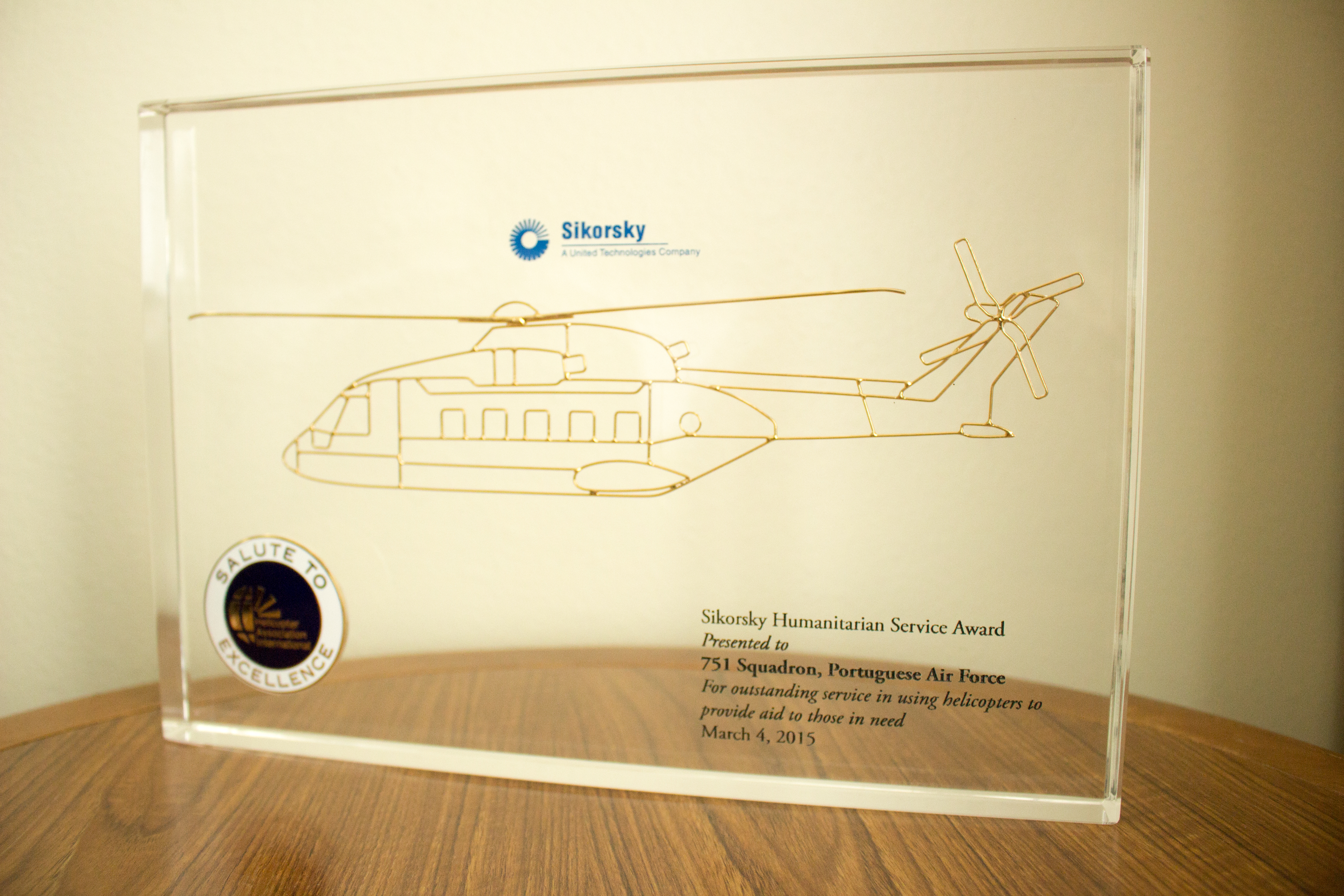
Prémio atribuído pela Helicopter Association International.

- Medalha de Mérito Municipal, atribuída pela Câmara Municipal de Vila do Conde, pelo desempenho na missão de resgate dos seis pescadores da embarcação "Virgem do Sameiro" (24 de junho de 2012)[35];
- Prémio Sikorsky Humanitarian Service Award , atribuído pela Helicopter Asssociation International, pelo desempenho de excelência ao longo dos anos em missões de Busca e Salvamento (3 de março de 2015)[36];
- Medalha de Bons Serviços Municipais em bronze, atribuída pela Câmara Municipal da Praia da Vitória, aquando da comemoração do 35º aniversário da elevação da Praia da Vitória a cidade, reconheceu os serviços prestados à comunidade, na sua ação em missões de busca e salvamento e transporte inter-ilhas no arquipélago dos Açores (20 de junho de 2016)[37];
- Membro-Honorário da Ordem Militar da Torre e Espada, do Valor, Lealdade e Mérito pelo Presidente Marcelo Rebelo de Sousa (12 de julho de 2017)[38].

## Comandantes da Esquadra 751
- MAJ/PILAV Fernando Caetano Mendes - 01 AGO 1978 / 30 JUL 1981
- TCOR/PILAV Manuel dos Santos Nicolau - 31 JUL 1981 / 16 MAI 86
- MAJ/PILAV Victor Manuel Lourenço Morato - 15 MAI 1986 / 08 DEZ 1986
- MAJ/PILAV Rui Mora de Oliveira - 09 DEZ 1986 / 23 SET 1988
- MAJ/PILAV António Magalhães Cruz - 07 NOV 1988 / 08 JUL 1990
- MAJ/PILAV Jorge Manuel da Rocha Fernandes - 09 JUL 1990 / 14 OUT 1991
- MAJ/PILAV Luís António Flor Ruivo - 13 JAN 1992 / 13 SET 1992
- MAJ/PILAV Joaquim Epifânio Santana Santos - 14 SET 1992 / 16 SET 1993
- MAJ/PILAV Luís António Flor Ruivo - 29 NOV 1993 / 02 ABR 1996
- MAJ/PILAV Augusto Manuel De Sousa Brites - 03 ABR 1996 / 25 MAI 1997
- MAJ/PILAV Vítor César Soares Vieira - 16 JUN 1997 / 29 JUL 1998
- MAJ/PILAV Alexandre Paulo Menezes Figueiredo - 30 JUL 1998 / 30 AGO 2000
- TCOR/PILAV João Tiago Cabral de Almeida Carvalho - 31 AGO 2000 / 03 JUN 2002
- TCOR/PILAV Manuel Maria Moreis Dionísio - 03 JUN 2002 / 05 MAI 2005
- MAJ/PILAV Hélder Manuel Lopes Cardoso - 05 MAI 2005 / 04 MAI 2007
- MAJ/PILAV Jorge Miguel Serejo Pina - 04 MAI 2007 / 25 AGO 2008
- TCOR/PILAV António Manuel Gomes Moldão - 25 AGO 2008 / 28 SET 2010
- TCOR/PILAV José Augusto Silva Diniz - 28 SET 2010 / 24 OUT 2011
- TCOR/PILAV João Miguel Vicente Carita - 25 OUT 2011 /11 JAN 2017
- MAJ/PILAV Tiago Miguel Marques Violante - 11 JAN 2017 / 06 JUN 19
- MAJ/PILAV João Filipe Teixeira - 07JUN19 / 02SET21
- MAJ/PILAV Ayaz Manuel Flores Lakhani - 03SET21 / 26OUT22
- MAJ/PILAV Daniel Filipe Ferreira da Silva - 27OUT22/ (...)